# Moon Bloodgood

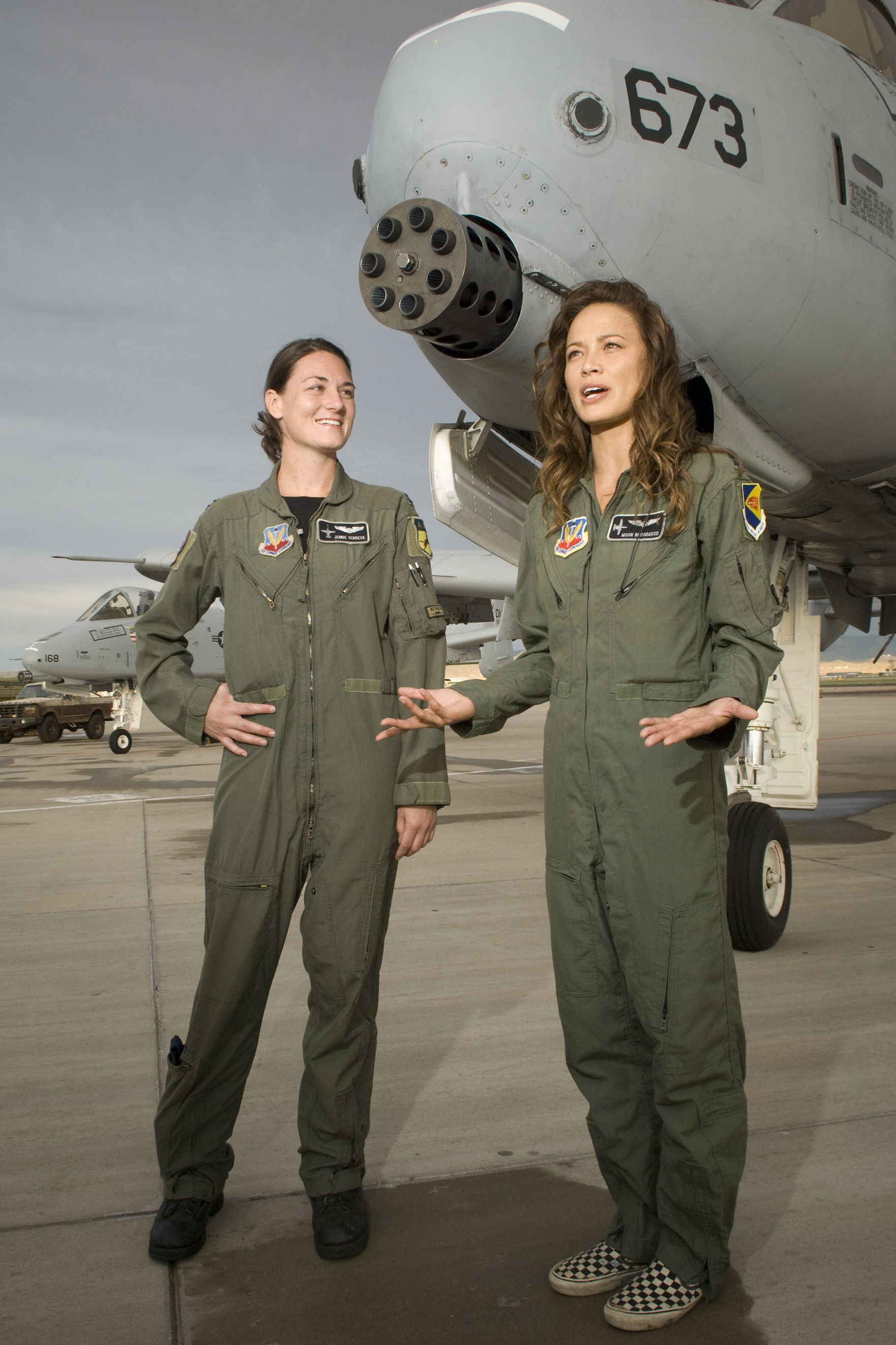
Moon Bloodgood (rechts)

Korinna Moon Bloodgood (Anaheim, 20 september 1975) is een Amerikaans model, televisie- en filmactrice. Ze was voor het eerst op televisie te zien als Penny tijdens een eenmalig gastrolletje in Just Shoot Me! in 2002. Haar filmdebuut volgde in Win a Date with Tad Hamilton! uit 2004.
Bloodgood is de dochter van een Koreaanse moeder en een Amerikaanse vader van Nederlands-Ierse afkomst. Naast haar verschijningen als castlid van films en televisieseries, speelde ze eenmalige gastrollen in onder meer CSI: Crime Scene Investigation en Monk. Waar Bloodgood oorspronkelijk voornamelijk gecast werd als naamloze mooie vrouw of stripper, werden haar rollen na verloop van tijd omvangrijker. Haar omvangrijkste rol was die als medicus 'Anne Glass' in de sciencefictionserie Falling Skies. Ze speelde een van de hoofdrollen in alle vijf de seizoenen van de reeks.
Bloodgood trouwde in 2011 met Grady Hall. Samen met hem kreeg ze in 2012 een dochter en in 2015 een zoon.

## Filmografie
- The Power of Few (2013)
- The Sessions (2012)
- Conception (2011)
- Faster (2010)
- Beautiful Boy (2010)
- Bedrooms (2010)
- Moonlight Serenade  (2009)
- Terminator Salvation (2009)
- Street Fighter: The Legend of Chun-Li (2009)
- What Just Happened? (2008)
- Pathfinder (2007)
- Eight Below (2006)
- A Lot Like Love (2005)
- Hollywood Division (2004, televisiefilm)
- Win a Date with Tad Hamilton! (2004)

## Televisieseries
*Exclusief eenmalige gastrollen
- NCIS LA - Katherine Casillas (2020, 5 afleveringen)
- Code Black - Rox Valenzuela (2018, 13 afleveringen)
- Falling Skies - Anne Glass (2011-2015, 51 afleveringen)
- Burn Notice - Detective Paxson (2009, drie afleveringen)
- Terminator Salvation: The Machinima Series - Blair Williams (2009, zes afleveringen)
- Journeyman - Livia Beale (2007, dertien afleveringen)
- Day Break - Rita Shelten (2006-2007, dertien afleveringen)

- Biblioteca Nacional de España: XX4984826
- Bibliothèque nationale de France: cb15504430q (data)
- Gemeinsame Normdatei: 1146944659
- International Standard Name Identifier: 0000 0001 1467 9649
- Library of Congress Control Number: no2006089373
- Virtual International Authority File: 12611110
- WorldCat: E39PBJgRPWQMrrfQKQR7mTx4bd